# Walentyn Egipcjanin
Walentyn Egipcjanin (łac. Valentinus) (ur. ok. 100 r. n.e. w Phrebonis w Górnym Egipcie – zm. po 160 w Rzymie albo na Cyprze) – chrześcijański gnostyk, eponimiczny twórca walentynianizmu.

## Życiorys
Urodzony w Górnym Egipcie Walentyn greckie wychowanie odebrał w Aleksandrii, gdzie też przyjął chrześcijaństwo, prawdopodobnie o zabarwieniu gnostyckim. Przez pewien czas uczył w tym mieście jako niezależny nauczyciel chrześcijański, zanim około roku 140 nie udał się do Rzymu. W mieście tym osiągnął spore sukcesy wśród miejscowej gminy chrześcijańskiej, według Tertuliana miał być nawet kandydatem na biskupa, ale ostatecznie musiał ustąpić na rzecz Piusa I. W późniejszym okresie Walentyn zerwał jednak z gminą rzymską, która uznała go za heretyka. Prawdopodobnie miał już on wtedy własną szkołę i kontynuował swoją działalność w Rzymie przez następnych około 20 lat. Według Epifaniusza za biskupa Aniceta (155-166) Walentyn miał opuścić Rzym i udać się na Cypr, co jednak wydaje się mało wiarygodne. Według P. Lampe Walentyn spokojnie nauczał w Rzymie, doniesienia Tertuliana nie mają historycznego charakteru, a ekskomunika jest nieprawdopodobna.
Nawet przeciwnicy przyznawali Walentynowi wielkie talenty duchowe i dar poetycki, co potwierdzają zachowane fragmenty jego pism, przede wszystkim kazania, homilie, psalmy oraz listy. Przypisuje mu się tylko jeden tytuł teologiczny, O trzech naturach, w którym miał rozważać stosunek do siebie trzech hipostaz i osób Trójcy Świętej. Nie zachował on się. Walentyn miał twierdzić, że jest uczniem niejakiego Teodora, ucznia Pawła, oraz powoływać się na boskie objawienie. Ze względu na zachowanie się jedynie szczątków jego spuścizny piśmienniczej oraz nietrzymanie się przez jego szkołę ścisłej litery nauk mistrza (co było charakterystyczne dla gnostyków) trudno jest zrekonstruować jego myśl. Jednakże do wspólnych twierdzeń wszystkich walentynian należą następujące wyobrażenia, zapewne charakterystyczne także dla samego Walentyna. Pleroma składa się z (co najmniej) 30 eonów, noszących różne nazwy i uporządkowanych w 15 par. Pierwszym z nich jest „otchłań” (bythos) bądź „praojciec”, wierzchołek całego systemu, tworzący parę z „siłą myślową” (ennoia), nazywaną także „łaską” (charis) i „milczeniem”. Ostatni eon to eon „mądrości” (sofia), który poprzez swoje „wścibstwo” i nieokiełznane dążenie do nieznanego ojca pleromy doprowadził do powstania świata, wywołana bowiem przez to „niewiedza” (czy „błąd”) spowodowała powstanie materialnej substancji. Celem przywrócenia zakłóconego spokoju w pleromie została stworzona nowa para eonów – „Chrystus” i „Duch Święty”. Ten pierwszy doprowadza do powrotu Sofii do pleromy, jednak jej „pragnienie” (enthymesis) zostaje poza pleromą i staje się dolną Sofią, czy też „Achamaoth” (hebr. „mądrość”). Nie jest pewne czy ta duplikacja Sofii występowała już u samego Walentyna. Dla usunięcia cierpień tej niższej „mądrości” zostaje zrodzony Jezus, który dzięki „poznaniu” porządkuje jej namiętności, stające się z początku niematerialnymi elementami przyszłego stworzenia świata. Z przeżyć Sofii wyłaniają się następujące potencje bytowe: z namiętności materia, z „nawrócenia” czy „skruchy” dusza (psyche), z elementu wyłonionego po oczyszczeniu Sofii przez Jezusa duch (pneuma). Stąd charakterystyczny dla gnostyków podział ludzi na „materialnych” (tj. pogan), „psychicznych” (to jest nieświadomych chrześcijan) i posiadających właściwą prawdę „duchowych” (to jest gnostyków). Z substancji psychicznej Achamaoth tworzy stwórcę świata, który nie zdając sobie sprawy z istnienia pleromy uważa się za jedynego Boga (jest to odpowiednik Boga judaizmu i chrześcijaństwa). Przebywa on pomiędzy Achamaoth a stworzonym przez siebie, złożonym z rzeczy psychicznych i cielesnych światem. Człowiek u Walentyna jest tworem niższych istot anielskich, jednak dzięki zachowanemu przez siebie elementowi pleromy (powstał bowiem na wzór eonu „człowiek”) przewyższa swych stwórców i jest zdolny do wybawiającego z ziemskich więzów poznania. Zachowane źródła niewiele jednak pozwalają powiedzieć o tych kwestiach.
Jak pisze Kurt Rudolph „szkoła Walentyna należy do największych i najbardziej wpływowych szkół gnostyckich, jakie istniały przed powstaniem manicheizmu. O żadnej nie podaje się tak wiele informacji”. Uczniami Walentyna byli m.in. Ptolemeusz, Herakleon i Marek. Rozmaite szkoły walentyniańskie utrzymały się do końca IV wieku.